# International Feel
"International Feel" es la cuadragésima octava canción (vigésima sexta según quienes creen que las primeras 22 son de Runt y no de Rundgren) del reconocido cantante y compositor estadounidense Todd Rundgren, proveniente del álbum A Wizard, A True Star de 1973 (canción número 1) de estilo Hard Rock, concluyendo la canción en una leve pieza de Heavy metal que al finalizar es fusionada con Never Never Land 
En el LP de vinilo, esta canción abría el álbum. En este álbum le sucede (como anteriormente se había dicho), "Neve Never Land".
Si bien no es un sencillo, goza de una mediana popularidad, entre quienes disfrutan de la música de Rundgren y en la cultura popular en fin.

## Instrumentaria
- Bajo
- Guitarra
- Sintetizador
- Piano
- Batería

## Apariciones
- A Wizard, A True Star (Álbum de Todd Rundgren de 1973)

- Electroma's Soundtrack (Banda sonora de Eletroma de 2006)

## Le Feel Internationale
"Le Feel Internationale" es una versión más corta de International Feel y con menor participación del heavy metal en la parte final, aunque no está ausente.
Es la quincuagésima novena canción (trigésimo séptima canción, según quienes creen que las primeras 22 son de Runt y no de Rundgren) de Todd Rundgren, a pesar de un reprise o repetición de International Feel, donde se presenta un mensaje sobre la segunda banda de Todd Rundgren, Utopia.
Esta canción está fusionada al principio con "When The Shit Hits The Fan/ Sunset BLVD"

### Instrumentaria
- Voz
- Batería
- Bajo
- Piano
- Guitarra

### Apariciones
- A Wizard, A True Star (Álbum de Todd Rundgren de 1973)

### Mensaje de Utopia
En la canción se dice: "... esperen otro año, Utopia está aquí, y siempre hay algo más..." dando a conocer que en el próximo año lanzarían su primer disco Todd Rundgren's Utopia.

## Trivia
- Esta canción aparece en el filme Electroma del 2006

- Datos: Q5919058